# WrestleMania 41
WrestleMania 41, promovat și ca WrestleMania Vegas, a fost un eveniment de wrestling din 2025, produs de WWE. Este cel de-al 41-lea eveniment WrestleMania anual și a avut loc ca un eveniment de două nopți, sâmbătă, 19 aprilie și duminică, 20 aprilie 2025, pe stadionul Allegiant din Paradise, Nevada. Acesta este al doilea WrestleMania care a avut loc în zona Las Vegas, după WrestleMania IX din 1993, la Caesars Palace. Evenimentul a fost difuzat prin pay-per-view (PPV) și livestreaming și a prezentat luptători din diviziile de brand Raw și SmackDown ale promoției.
Acesta este primul WrestleMania care a fost transmis în direct pe Netflix în majoritatea piețelor, deoarece platforma a început un contract de drepturi de 10 ani cu WWE în ianuarie 2025. Acesta este primul WrestleMania desfășurat în weekend-ul de Paște și primul WrestleMania în care este prezent CM Punk în ring, prima dată de la WrestleMania 29 din 2013. Totodată, Punk este în Main Event pentru prima dată în cariera sa în noaptea 1. Evenimentul include și ultimul meci WrestleMania al lui John Cena din cauza retragerii sale din wrestling la sfârșitul anului 2025.

## Rezultate
| No.                                      | Meciuri                                                                                   | Tip de meci |
| ---------------------------------------- | ----------------------------------------------------------------------------------------- | --- |
| 1                                        | Jey Uso îl învinge pe Gunther (c).                                                        | Meci Singles pentru WWE World Heavyweight Championship                                                                               |
| 2                                        | The New Day (Kofi Kingston și Xavier Woods) înving pe The War Raiders (Erik și Ivar) (c). | Meci Tag Team pentru World Tag Team Championship                                                                                     |
| 3                                        | Jade Cargill o învinge pe Naomi.                                                          | Meci Singles |
| 4                                        | Jacob Fatu îl învinge pe LA Knight (c).                                                   | Meci Singles pentru WWE United States Championship                                                                                   |
| 5                                        | El Grande Americano îl învinge pe Rey Fénix.                                              | Meci Singles Rey Mysterio trebuia să-l înfrunte pe El Grande Americano, dar a fost înlocuit de Rey Fenix din cauza unei accidentări. |
| 6                                        | Tiffany Stratton (c) o învinge pe Charlotte Flair.                                        | Meci Singles pentru WWE Women's Championship                                                                                         |
| 7                                        | Seth Rollins îi învinge pe Roman Reigns și CM Punk (alături de Paul Heyman).              | Meci Triple Threat |
| \| (c) \| – Campionul înainte de meci \| |                                                                                           | |
| (c)                                      | – Campionul înainte de meci                                                               | |

| No. | Meciuri                                                                    | Tip de meci                                             |
| --- | -------------------------------------------------------------------------- | ------------------------------------------------------- |
| 1   | Iyo Sky (c) le-a învins pe Bianca Belair și Rhea Ripley.                   | Meci Triple Threat pentru Women's World Championship    |
| 2   | Becky Lynch și Lyra Valkyria înving pe Liv Morgan și Raquel Rodriguez (c). | Meci Tag Team pentru WWE Women's Tag Team Championship  |
| 3   | Logan Paul îl învinge pe AJ Styles.                                        | Meci Singles                                            |
| 4   | Dominik Mysterio îi învinge pe Penta, Finn Bálor și Bron Breakker (c).     | Fatal four-way pentru WWE Intercontinental Championship |
| 5   | Drew McIntyre îl învinge pe Damian Priest.                                 | Sin City Street Fight                                   |
| 6   | Randy Orton îl învinge pe Joe Hendry.                                      | Meci Singles A fost un open challenge.                  |
| 7   | John Cena îl învinge pe Cody Rhodes (c).                                   | Meci Singles pentru Undisputed WWE Championship         |
|     |                                                                            |                                                         |

## Storyline-uri

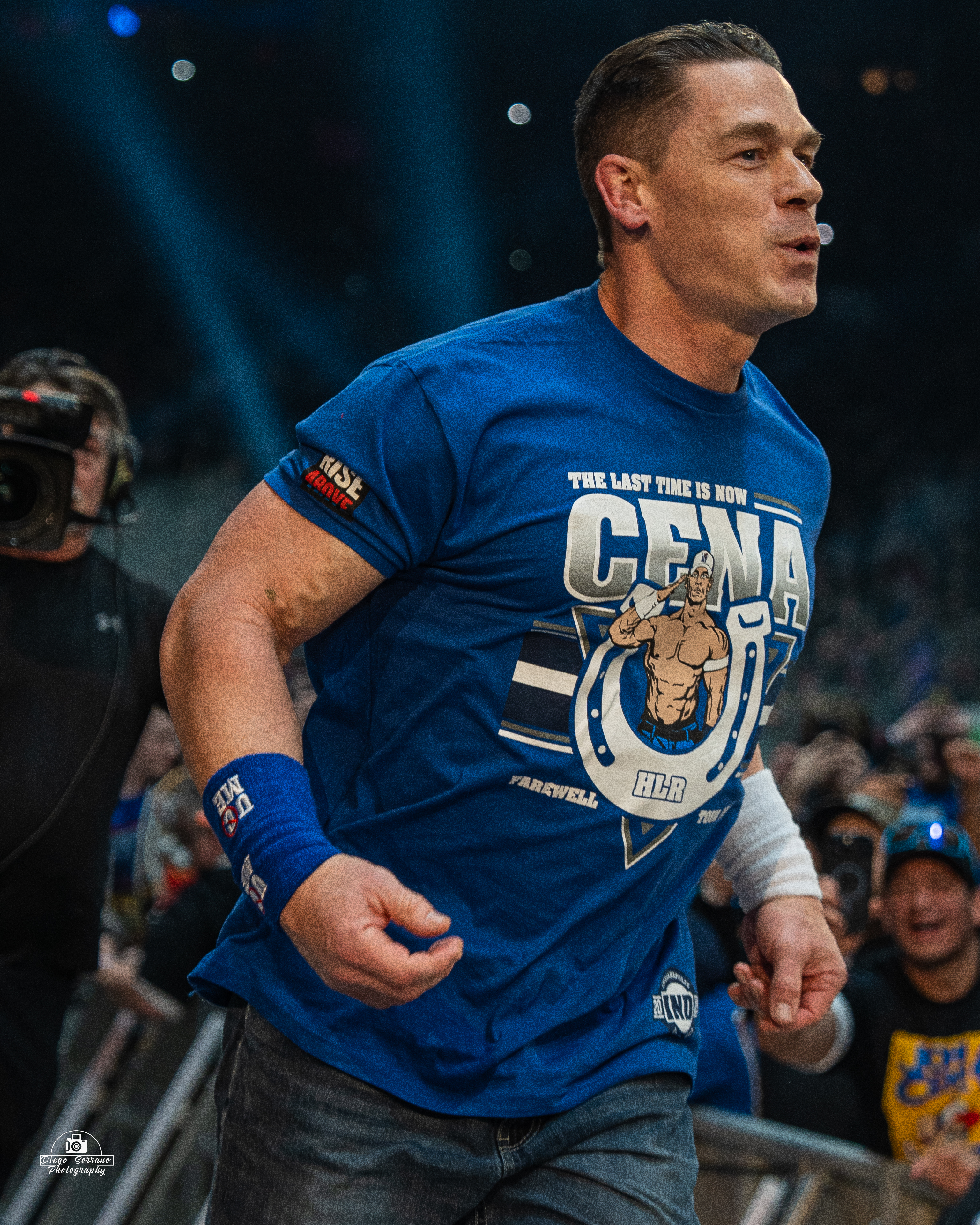
John Cena, Royal Rumble 2025

### Main Event-uri
La Money in the Bank 2024, John Cena a dezvăluit că se va retrage din wrestling la sfârșitul anului 2025 și, de asemenea, a anunțat că va concura la WrestleMania 41. După ce a pierdut meciul masculin Royal Rumble, Cena a intrat în meciul masculin Elimination Chamber pentru a câștiga o ultimă șansă la centura mondială, spunând că prezența sa în Main Event-ul de la Wrestlemania 41 și a deveni pentru a 17-a oară campion mondial, doborând recordul lui Ric Flair, ar fi „cel mai bun lucru pentru companie”. Tot în această perioadă, membrul consiliului de conducere TKO Dwayne „The Rock” Johnson a încercat să-l mituiască pe campionul incontestabil WWE din SmackDown, Cody Rhodes, să devină campionul său, susținând că au devenit prieteni în urma confruntării lor de la WrestleMania XL de anul anterior și că ar putea înălța cariera lui Rhodes. La Elimination Chamber: Toronto, Cena a câștigat meciul Elimination Chamber, câștigând un meci pentru titlu împotriva lui Rhodes la WrestleMania. După meci, Rhodes a apărut să-l felicite pe Cena, urmat de The Rock care voia să știe răspunsul lui Rhodes pentru oferta sa. Rhodes i-a refuzat oferta și Cena l-a îmbrățișat pe Rhodes; cu toate acestea, Cena l-a atacat apoi cu cruzime pe Rhodes, alăturându-se de partea lui Rock, devenind heel pentru prima dată din 2003. În săptămânile care au urmat, Cena a certat publicul, susținând că l-au maltratat în ultimii 20 de ani și că l-a atacat pe Rhodes pentru că era dezgustat de el. Rhodes l-a pedepsit pe Cena și i-a spus că vrea să-l înfrunte pe adevăratul Cena la WrestleMania 41, nu această versiune „plângăcioasă”. Cena a mai susținut că după ce va câștiga titlul se va retrage cu el. Ulterior, a fost confirmat că meciul va avea loc în Main Event-ul din Noaptea 2.

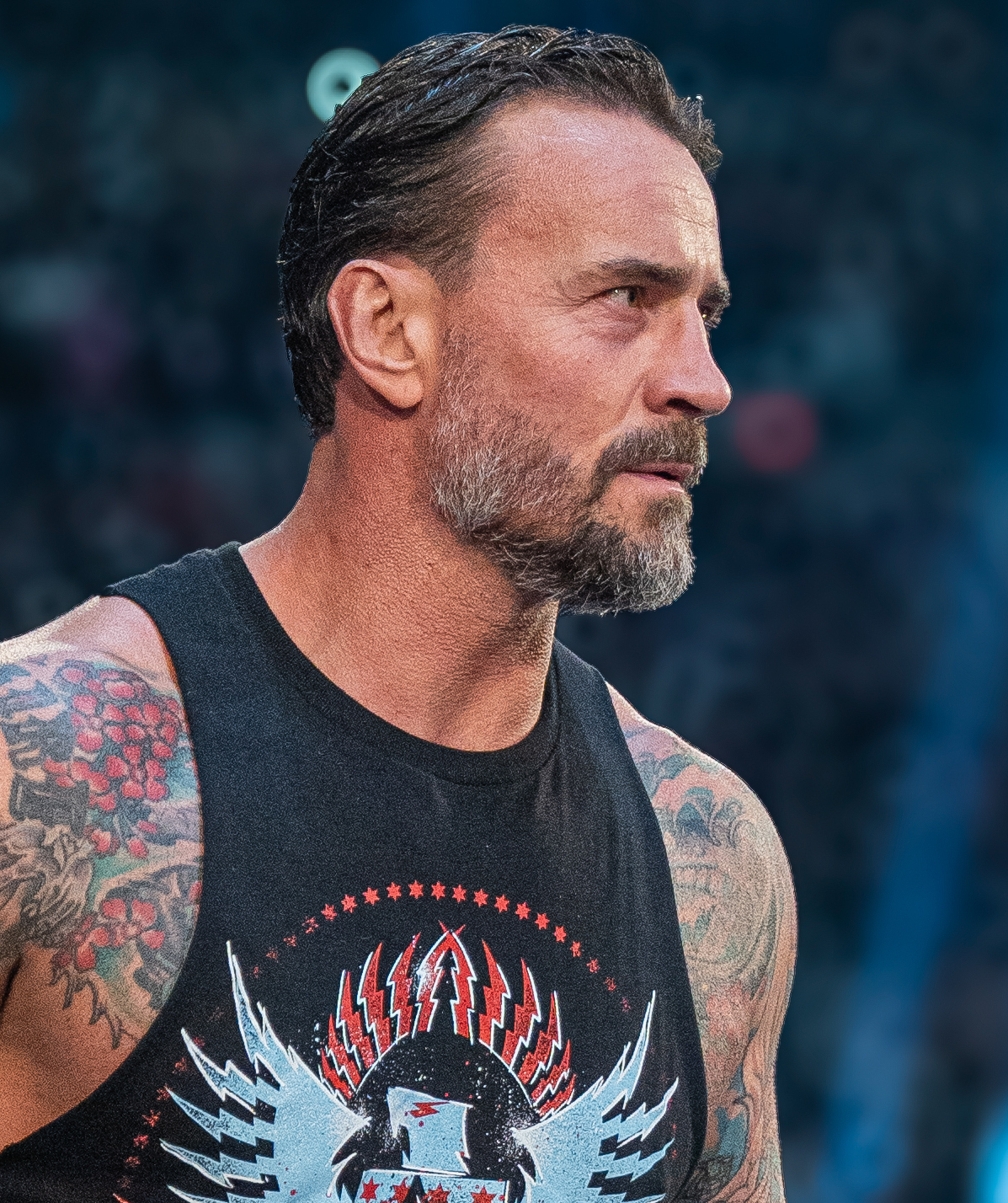
CM Punk, Royal Rumble 2025

La întoarcerea lui CM Punk în WWE la Survivor Series: WarGames în noiembrie 2023, a devenit imediat ținta lui Seth Rollins. Incapabil să concureze timp de câteva luni după ce și-a rupt tricepsul la Royal Rumble din 2024, Punk s-a întors după o accidentare și a avut diverse întâlniri cu Rollins, tensiunea crescând și mai mult. În noiembrie, Punk s-a alăturat echipei lui Roman Reigns ca al cincilea membru la Survivor Series: WarGames din acel an în meciul WarGames în numele fostului său manager și consilierul special al lui Reigns, Paul Heyman, Heyman datorându-i lui Punk o favoare pentru că a fost de acord cu meciul, pe care l-au câștigat. Punk a devenit din nou ținta lui Rollins din cauza urii lui Rollins atât față de Reigns, cât și față de Punk. Acest lucru a culminat cu un meci în premiera Netflix a lui Raw, în care Punk l-a învins pe Rollins. La Royal Rumble 2025, Punk i-a eliminat atât pe Reigns, cât și pe Rollins înainte de propria sa eliminare. Cei trei s-au certat în afara ringului, unde Rollins l-a lovit cu un Curb Stomp pe Reigns, lăsându-l accidentat pe Roman câteva săptămâni. Punk l-a eliminat pe Rollins și din meciul masculin Elimination Chamber. După eliminarea sa, Rollins a executat ulterior un Curb Stomp pe Punk, costându-l meciul. În următorul episod din Raw, Punk a vorbit despre eșecul său de a concura în Main Event-ul WrestleMania înainte de a se certa cu Rollins. Apoi s-au confruntat săptămâna următoare într-un meci Steel Cage, pe care Rollins l-a câștigat după ce Reigns se întoarce și îl scoate din cușcă pentru a-l ataca drept răzbunare pentru Royal Rumble. Apoi, înfuriat de Heyman care îl îngrijește de Punk în ring, Reigns îl atacă și pe Punk. După o ceartă între cei trei bărbați în episodul din 21 martie din SmackDown, un meci triple threat a fost programat pentru WrestleMania 41. În timpul semnării contractului săptămâna următoare, Heyman a anunțat că meciul va avea loc în Main Event-ul WrestleMania. Deși era recunoscător lui Paul, Punk a declarat că nu era favoarea care i se datora de la Heyman. În episodul din 4 aprilie din  SmackDown, Punk și-a dezvăluit favoarea și anume că Heyman va fi în colțul său la WrestleMania, spre consternarea lui Reigns. În episodul următor din Raw din 7 aprilie, Rollins l-a confruntat și mai târziu l-a atacat pe Heyman; asta l-a scos la iveală pe Punk și a declanșat o luptă între Rollins și Punk. În timp ce Heyman avea grijă de Punk, Rollins a pretins că va face un Curb Stomp pe Heyman, dar s-a oprit, afirmând că Heyman îi datorează acum o favoare. Ulterior a fost confirmat că meciul va avea loc în Main Event-ul Nopții 1.

#### Restul meciurilor
La Saturday Night's Main Event XXXVIII, Gunther l-a învins pe Jey Uso pentru a păstra WWE World Heavyweight Championship. Uso a câștigat apoi meciul masculin Royal Rumble săptămâna următoare, câștigând un meci pentru o centură mondială la alegerea sa la WrestleMania 41. Deși nu a luat o decizie oficială, Uso l-a confruntat pe Gunther în următorul Raw, unde Gunther a declarat că Uso ar trebui să aleagă campionul mondial din SmackDown pentru că l-a învins deja pe Uso și, în schimb, merita să-și apere titlul împotriva cuiva ca John Cena. După ce și-a făcut apariția la SmackDown din acea săptămână, Uso a deschis episodul din 10 februarie din Raw, unde a fost atacat de Gunther. Ulterior, Uso a decis că îl va provoca pe Gunther pentru WWE World Heavyweight Championship la WrestleMania 41. Meciul a fost confirmat ulterior pentru Noaptea 1.
La Royal Rumble, Charlotte Flair de la SmackDown a câștigat meciul feminin Royal Rumble, câștigând un meci pentru un titlu mondial la alegerea ei pentru WrestleMania 41. Ulterior, Flair a apărut în următoarele episoade din Raw, NXT și SmackDown pentru a se confrunta cu campionii respectivi ai fiecărei mărci, înainte de a alege în cele din urmă să o provoace pe Tiffany Stratton pentru WWE Women’s Championship la SmackDown. Meciul a fost confirmat în cele din urmă pentru Noaptea 1.
Pe parcursul lunii februarie, au fost organizate meciuri de calificare pentru a determina participanții la meciul feminin Elimination Chamber de la Elimination Chamber: Toronto, câștigătoarea câștigând un meci pentru Women's World Championship la WrestleMania 41. În timpul meciului de calificare al lui Iyo Sky, campioana mondială feminină în exercițiu Rhea Ripley a atacat-o pe Sky, provocând descalificarea neintenționată a lui Iyo. Din acest motiv, Ripley a recompensat-o pe Sky cu un meci pentru titlu, care era programat după Elimination Chamber în episodul din 3 martie din Raw. La Elimination Chamber, Bianca Belair de la SmackDown a câștigat meciul omonim, în timp ce Sky a învins-o ulterior pe Ripley la Raw pentru a câștiga titlul, confirmând că Sky va apăra Women's World Championship împotriva lui Belair la WrestleMania. Cu toate acestea, în timpul semnării contractului din episodul din 17 martie, Ripley a întrerupt și a executat un powerbomb pe Sky pe Belair, după care Ripley a semnat contractul. Sky a fost programată să o înfrunte pe Ripley în episodul din 31 martie într-o revanșă a titlului cu Belair ca arbitru special, care s-a încheiat cu o dublă descalificare, astfel Sky a păstrat centura. Managerul general al Raw Adam Pearce a decis ulterior că Sky își va apăra campionatul atât împotriva lui Belair, cât și a lui Ripley într-un meci triple threat la WrestleMania 41. Meciul a fost confirmat ulterior pentru Noaptea 2.
La Royal Rumble, AJ Styles de la SmackDown a revenit surpriză după accidentare și a concurat în meciul Royal Rumble doar pentru a fi eliminat de Logan Paul de la Raw. Styles a fost transferat la marca Raw. După câteva săptămâni de confruntări, Styles l-a provocat pe Paul la un meci în episodul din 31 martie din Raw, totuși, Paul a refuzat, declarând că nu „luptă gratis” și a arătat spre semnul WrestleMania, după care a urmat o ceartă între cei doi bărbați. Mai târziu în acea noapte, managerul general al Raw Adam Pearce a programat un meci între Paul și Styles pentru WrestleMania 41. Meciul a fost confirmat ulterior pentru Noaptea 2.
După ce LA Knight a recâștigat WWE United States Championship în episodul din 7 martie din SmackDown, mai mulți luptători și-au declarat intențiile de a-l provoca pe Knight pentru titlu, inclusiv Jacob Fatu din The Bloodline. În episodul din 21 martie, Braun Strowman, care a fost implicat într-o rivalitate cu The Bloodline (Fatu, Solo Sikoa și Tama Tonga) în ultimele luni, l-a învins pe Fatu prin descalificare după ce Sikoa și Tama l-au atacat pe Strowman, care, ca urmare, a câștigat un meci pentru titlu împotriva lui Knight, care era programat pentru următoarea săptămână. Meciul dintre LA Knight și Strowman se termină fără un câștigător, deoarece Jacob Fatu îi atacă pe amândoi. În episodul din 4 aprilie, Fatu l-a învins pe Strowman într-un meci Last Man Standing, câștigând un meci pentru WWE United States Championship împotriva lui Knight la WrestleMania 41. Meciul a fost confirmat ulterior pentru Noaptea 1.
În episodul din 10 februarie din Raw, Bayley a învins-o pe campioana intercontinentală feminină Lyra Valkyria într-un meci fără titlu pentru a se califica pentru meciul Elimination Chamber la evenimentul omonim. Două săptămâni mai târziu, Liv Morgan și Raquel Rodriguez au câștigat WWE Women's Tag Team Championship. La Elimination Chamber: Toronto, Morgan a concurat și a eliminat-o pe Bayley, deși nu a reușit să câștige ea însăși meciul. În episodul din 10 martie din Raw, Rodriguez a învins pe Bayley pentru a câștiga un viitor meci pentru titlu împotriva lui Valkyria, dar, în ciuda înfrângerii, Valkyria a promis că îi va oferi lui Bayley un viitor meci pentru titlu. În episodul din 24 martie, Valkyria a învins-o pe Rodriguez pentru a-și păstra titlul, în ciuda interferenței lui Morgan. După meci, atât Rodriguez cât și Morgan au atacat-o pe Valkyria, care a fost salvată de Bayley. În episodul din 7 aprilie din Raw, Valkyria și-a apărat cu succes titlul împotriva lui Bayley, iar la SmackDown din acea săptămână, Bayley și Valkyria au câștigat un meci pe echipe feminine pentru a câștiga un meci pentru titlu împotriva lui Morgan și Rodriguez la WrestleMania 41. Meciul a fost confirmat ulterior pentru Noaptea 2. Cu toate acestea, înainte de difuzarea Nopții 1, Bayley a fost atacată în culise, Valkyria fiind nevoită să-și găsească un nou partener pentru Noaptea 2.
În episodul SmackDown din 22 noiembrie 2024, Jade Cargill a fost găsită atacată de un atacator necunoscut în parcare și a fost considerată incapabilă să concureze în viitorul apropiat. În timpul absenței lui Cargill, Naomi s-a oferit voluntară să o înlocuiască pe Cargill ca jumătate a WWE Women's Tag Team alături de Bianca Belair. Naomi și Belair și-au lansat propria anchetă asupra atacului asupra Cargill. Ei au presupus că Liv Morgan și Raquel Rodriguez au atacat-o pe Cargill și au fost de acord să apere WWE Women's Tag Team împotriva lor în episodul din 24 februarie 2025 din Raw, unde au pierdut titlul. Belair și Naomi s-au calificat apoi pentru meciul feminin Elimination Chamber la evenimentul omonim. Cu toate acestea, înainte de a începe meciul, Cargill a revenit și a atacat-o cu cruzime pe Naomi, care a fost considerată incapabilă din punct de vedere medical să concureze în meci. În următorul episod din SmackDown, Naomi a dezvăluit adevărul că a fost atacatorul lui Cargill și a regretat că nu a făcut-o mai devreme. Belair a venit în ring, punând capăt parteneriatului lor. În săptămânile următoare, Cargill și Naomi s-au atacat continuu unul pe celălalt, ceea ce a dus la directorul general al SmackDown, Nick Aldis, să programeze un meci între ele la WrestleMania 41. Meciul a fost confirmat ulterior pentru Noaptea 1.
În episodul din 17 februarie din Raw, după meciul dintre membrul Judgment Day, Dominik Mysterio, Campionul Intercontinental Bron Breakker l-a atacat accidental pe Mysterio, ceea ce a dus la un meci fără titlu între Mysterio și Breakker în episodul următor. Acel meci s-a încheiat cu descalificare după ce colegii de echipă al lui Mysterio, Carlito și Finn Bálor, l-au atacat pe Breakker. În următorul episod, The Judgment Day l-a atacat pe Breakker, dar el a reușit să contracareze atacul. În episodul din 17 martie, Mysterio a discutat despre adăugarea lui Penta în echipa lor, spre iritația lui Bálor. Mai târziu în acea noapte, Breakker l-a învins pe Bálor pentru a păstra Centura Intercontinental. După meci, Mysterio și Carlito l-au atacat pe Breakker înainte ca Penta să apară. Săptămâna următoare, Mysterio i-a oferit oficial lui Penta un loc în The Judgment Day. Mai târziu în acea noapte, Breakker și-a apărat titlul împotriva lui Penta, pe care Breakker l-a câștigat prin descalificare după ce Mysterio și Carlito l-au atacat. După meci, Penta l-a atacat pe Mysterio. Breakker și Penta s-au confruntat apoi cu Bálor și Mysterio într-un meci pe echipe săptămâna următoare, pe care l-au câștigat după ce Breakker l-a lovit accidental pe Penta. Pe 7 aprilie, managerul general al Raw, Adam Pearce, l-a programat pe Breakker să-și apere titlul împotriva lui Bálor, Mysterio și Penta într-un meci fatal în patru la WrestleMania 41. Meciul a fost confirmat ulterior pentru Night 2.